# Chrysopilus huashanus
Chrysopilus huashanus är en tvåvingeart som beskrevs av Yang 1989. Chrysopilus huashanus ingår i släktet Chrysopilus och familjen snäppflugor. Inga underarter finns listade i Catalogue of Life.